# خمیر قلع
خمیر لحیم کاری ماده‌ای می‌باشد که جهت برقرار ساختن اتصالات بین پایه قطعات و سطح مسی در مدار چاپی‌هایی با تکنولوژی نصب سطحی مورد استفاده قرار می‌گیرد. خمیر قلع بر روی مکان مورد نظر مالیده می‌شود و سپس توسط حرارت ذوب می‌شود و باعث ایجاد اتصال مکانیکی و الکتریکی بین خطوط مدار چاپی و قطعات می‌گردد. از خمیر قلع معمولاً در روش چاپ سیک و همچنین برای ماشین آلات مونتاژ نصب سطحی مورد استفاده قرار می‌گیرد.

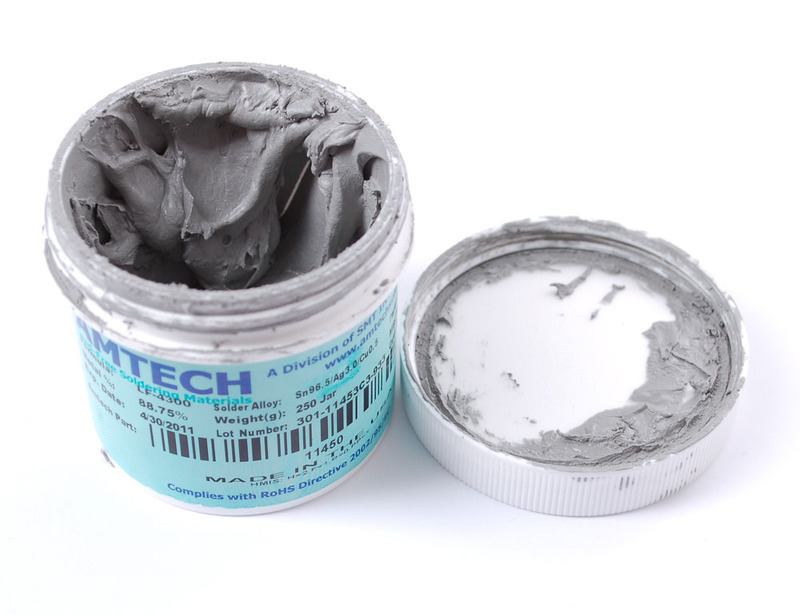
خمیر قلع

## کاربرد
بخش بزرگی از مشکل‌هایی که در مونتاژ مدار چاپی به وجود می‌آید مربوط به خمیر قلع می‌باشد، این مشکلات با یک دیگر متفاوت هستند، مثل استفاده بیش از حد خمیر قلع و چسیبدن پایه‌ها در حین عمل لحیم کاری که در نتیجه باعث اتصال کوتاه بین پایه‌ها می‌گردد، یا ایجاد نشدن اتصالات قوی یا لحیم سرد بودن که باعث نارسانایی الکتریکی می‌گردد. عیوب سر در بالش ، یا ادغام ناقص کره آرایه شبکه توپی (BGA) و رسوب خمیر لحیم کاری، یک حالت خرابی است که از زمان انتقال به لحیم کاری بدون سرب افزایش یافته است. اغلب در هنگام بازرسی، نقص سر در بالش (HIP) که از دست می‌رود، مانند یک سر قرار گرفته روی بالش با جدایی قابل مشاهده در محل اتصال لحیم کاری در سطح مشترک کره BGA و رسوب خمیر است. یک تولید کننده لوازم الکترونیکی به تجربه در فرآیند چاپ، به ویژه ویژگی های خمیر، برای جلوگیری از بازسازی پرهزینه مجموعه ها نیاز دارد. ویژگی‌های فیزیکی خمیر، مانند ویسکوزیته و سطوح شار، باید به طور دوره‌ای با انجام آزمایش‌های خانگی کنترل شوند.
هنگام ساخت PCB (بردهای مدار چاپی)، سازندگان اغلب رسوبات خمیر لحیم کاری را با استفاده از SPI (بازرسی خمیر لحیم کاری) آزمایش می کنند. سیستم های SPI حجم پدهای های لحیم کاری را قبل از اعمال اجزا و ذوب شدن لحیم اندازه گیری می کنند. سیستم های درون خطی توسط شرکت های مختلفی مانند Delvitech (سوئیس)، Sinic-Tek (چین)، Koh Young (کره)، GOEPEL Electronics (آلمان)، CyberOptics (ایالات متحده)، Parmi (کره) و، Test Research. Inc (تایوان)، تولید می شوند. سیستم های آفلاین توسط شرکت های مختلفی مانند VisionMaster. Inc (ایالات متحده) و،  Sinic-Tek (چین) تولید می شوند.

## ترکیب بندی

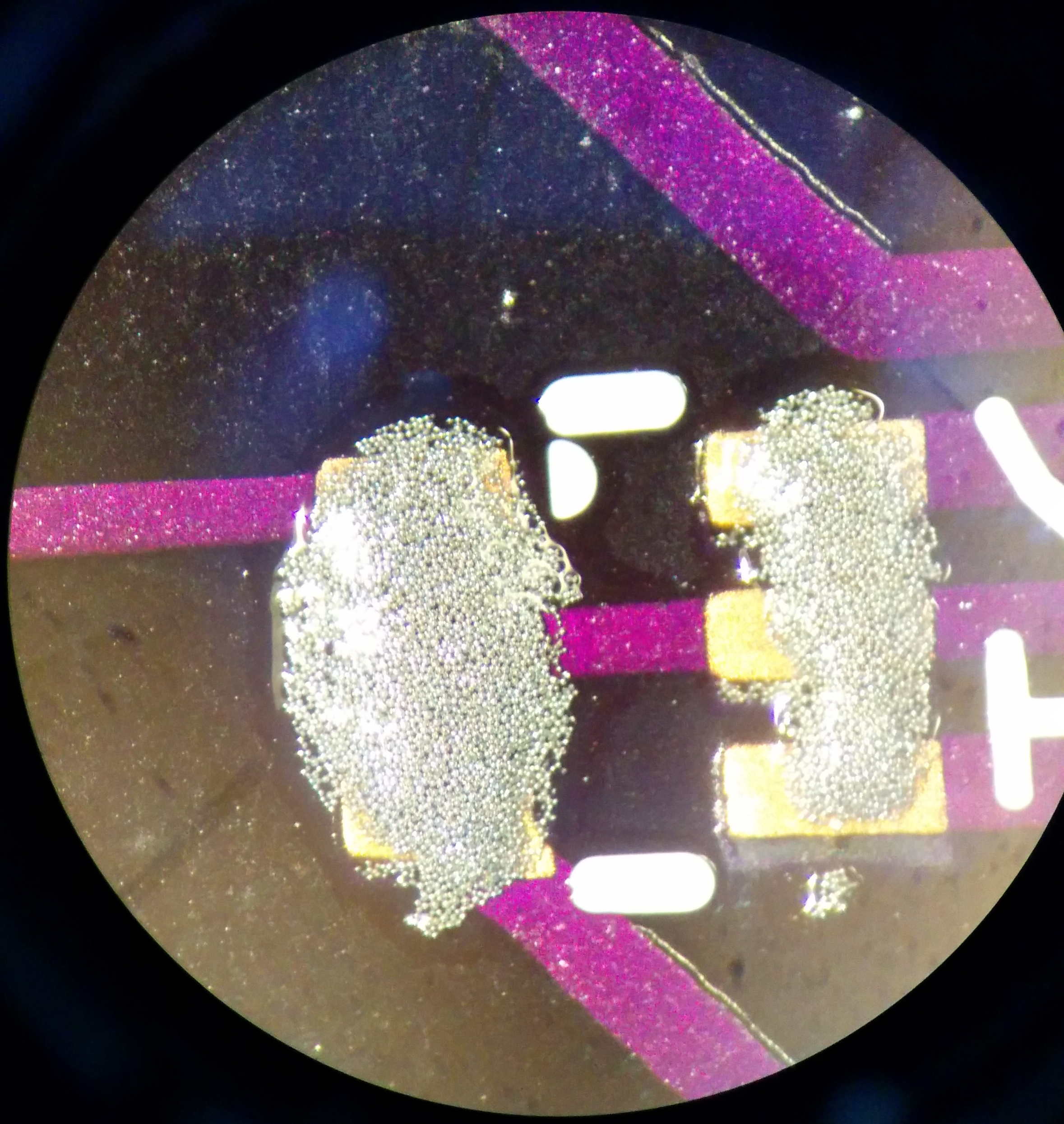
خمیر لحیم کاری زیر میکروسکوپ.

خمیر لحیم اساساً لحیم پودر شده است که در خمیر فلاکس معلق است. چسبندگی فلاکس، اجزاء را تا زمانی که فرآیند جریان مجدد لحیم کاری، لحیم را ذوب کند، نگه می دارد. در نتیجه قوانین زیست محیطی، امروزه اکثر لحیم ها، از جمله خمیرهای لحیم کاری، از آلیاژهای بدون سرب ساخته می شوند.

## طبقه بندی

### بر اساس اندازه
اندازه و شکل ذرات فلزی در خمیر لحیم کاری تعیین می کند که چقدر خوب خمیر "چاپ" می شود. یک توپ لحیم کاری کروی شکل است؛ این به کاهش اکسیداسیون سطح کمک می کند و تشکیل مفصل خوب با ذرات مجاور را تضمین می کند. از اندازه ذرات نامنظم استفاده نمی شود، زیرا تمایل دارند شابلون را مسدود کنند و باعث نقص چاپ شوند. خمیرهای لحیم کاری بر اساس اندازه ذرات توسط استاندارد IPC J-STD 005 طبقه بندی می شوند.  جدول زیر نوع طبقه بندی خمیر را در مقایسه با اندازه مش و اندازه ذرات نشان می دهد.  برخی از تامین کنندگان از توصیف اندازه ذرات مناسب استفاده می کنند، توضیحات Henkel/Loctite برای مقایسه ارائه شده است.
| Mesh size in lines-per-inch | Max. size in μm (no larger than) | Max. size in μm (less than 1% larger than) | Particle size in μm (80% min. between) | Avg. size in μm | Min. size in μm (10% max. less than) | Henkel Powder Description |
| --------------------------- | -------------------------------- | ------------------------------------------ | -------------------------------------- | --------------- | ------------------------------------ | ------------------------- |
|                             |                                  | 150                                        | 150-75                                 |                 | 20                                   |                           |
| -200/+325                   |                                  | 75                                         | 75–45                                  | 60              | 20                                   |                           |
| -325/+500                   |                                  | 45                                         | 45–25                                  | 36              | 20                                   | AGS                       |
| -400/+635                   |                                  | 38                                         | 38–20                                  | 31              | 20                                   | DAP                       |
| -500/+635                   | 30                               | 25                                         | 25–10                                  |                 | 10                                   | KBP                       |
| -635                        | 20                               | 15                                         | 15–5                                   |                 | 5                                    |                           |
|                             | 15                               | 11                                         | 11–2                                   |                 |                                      |                           |
|                             | 11                               | 10                                         | 8–2                                    |                 |                                      |                           |

### بر اساس فلاکس
با توجه به استاندارد IPC J-STD-004 "الزامات برای فلاکس های لحیم کاری"، خمیرهای لحیم کاری بر اساس انواع فلاکس به سه نوع طبقه بندی می شوند:
فلاکس های مبتنی بر کلوفان با کلوفان ، عصاره طبیعی درختان کاج ساخته می‌شوند. این فلاکس ها را می توان در صورت نیاز پس از فرآیند لحیم کاری با استفاده از یک حلال (به طور بالقوه شامل کلروفلوئوروکربن ها ) یا حذف کننده صابونی کننده فلاکس تمیز کرد.
فلاکس های محلول در آب از مواد آلی و پایه های گلیکول تشکیل شده اند. طیف گسترده ای از مواد تمیز کننده برای این فلاکس ها وجود دارد.
فلاکس های پاک به گونه ای طراحی شده است که فقط مقادیر کمی از بقایای فلاکس بی اثر باقی می ماند. خمیرهای پاک  نه تنها در هزینه های تمیز کردن، بلکه در هزینه های سرمایه و فضای کف نیز صرفه جویی می کنند. با این حال، این خمیرها به یک محیط مونتاژ بسیار تمیز نیاز دارند و ممکن است به یک محیط جریان مجدد بی اثر نیاز داشته باشند.

## خواص خمیر لحیم کاری
در استفاده از خمیر لحیم کاری برای مجموعه های مدار، باید خواص رئولوژیکی مختلف خمیر لحیم کاری را آزمایش و درک کرد.

### ویسکوزیته
حدی که ماده در برابر تمایل به جریان مقاومت می کند. ویسکوزیته برای یک خمیر خاص از کاتالوگ سازنده موجود است. گاهی اوقات برای قضاوت در مورد قابلیت استفاده باقیمانده خمیر لحیم پس از یک دوره استفاده، آزمایش دورن-خانه لازم است.

### شاخص تیکسوتروپیک
خمیر لحیم تیکسوتروپیک است، به این معنی که ویسکوزیته آن با نیروی برشی اعمال شده (مانند هم زدن یا پخش شدن) تغییر می کند. شاخص تیکسوتروپیک معیاری است برای سنجش ویسکوزیته خمیر جدید، در مقایسه با ویسکوزیته خمیر "کار شده". بسته به فرمول خمیر، ممکن است خیلی مهم باشد که خمیر را قبل از استفاده هم بزنید تا اطمینان حاصل شود که ویسکوزیته برای کاربرد مناسب مناسب است. هنگامی که خمیر لحیم کاری توسط اسکاج روی شابلون حرکت می کند، فشار فیزیکی وارد شده به خمیر باعث کاهش ویسکوزیته می شود و به خمیر اجازه می دهد تا به راحتی از طریق روزنه های روی شابلون جریان یابد. هنگامی که تنش روی خمیر برداشته می شود، ویسکوزیته خود را باز می یابد و از جریان آن بر روی برد مدار جلوگیری می کند.

### گرفتگی
ویژگی تمایل یک ماده به پخش شدن پس از کاربرد. از نظر تئوری، دیواره های جانبی خمیر پس از قرار گرفتن خمیر روی صفحه مدار کاملاً صاف است و تا زمان قرار دادن قطعه به همین شکل باقی می ماند. اگر خمیر دارای ارزش گرفتگی بالایی باشد، ممکن است از رفتار مورد انتظار منحرف شود، زیرا اکنون دیواره های جانبی خمیر کاملاً صاف نیستند. شاخص گرفتگی خمیر باید به حداقل برسد، زیرا گرفتگی، خطر تشکیل پل های لحیم کاری بین دو زمین مجاور را ایجاد می کند و اتصال کوتاه ایجاد می کند.

### زندگی کاری
مقدار زمانی که خمیر لحیم کاری می تواند روی یک شابلون بماند بدون اینکه بر خواص چاپ آن تأثیر بگذارد. سازنده خمیر این مقدار را ارائه می دهد.

### چسبندگی
چسبندگی خاصیت خمیر لحیم کاری برای نگه داشتن یک جزء پس از قرار دادن قطعه توسط دستگاه  است. از این رو، عمر چسبندگی خاصیت حیاتی خمیرهای لحیم کاری است و به عنوان مدت زمانی تعریف می شود که خمیر لحیم می تواند بدون تغییر قابل توجهی در خواص چسبندگی در معرض جو بماند. یک خمیر لحیم کاری با عمر چسبندگی طولانی به احتمال زیاد فرآیند چاپ ثابت و قوی را برای کاربر فراهم می کند.

### پاسخ به مکث
پاسخ به مکث (RTP) با تفاوت در حجم رسوب خمیر لحیم کاری به عنوان تابعی از تعداد چاپ و زمان مکث اندازه گیری می شود. تغییر زیاد در حجم چاپ پس از مکث غیرقابل قبول است، زیرا این باعث نقص انتهای خط مس شود. یک خمیر لحیم کاری خوب بعد از یک مکث، تغییرات کمتری در حجم چاپ نشان می دهد. با این حال، یکی دیگر ممکن است تغییرات بزرگ و همچنین روند کاهشی کلی در حجم را نشان دهد.

## استفاده

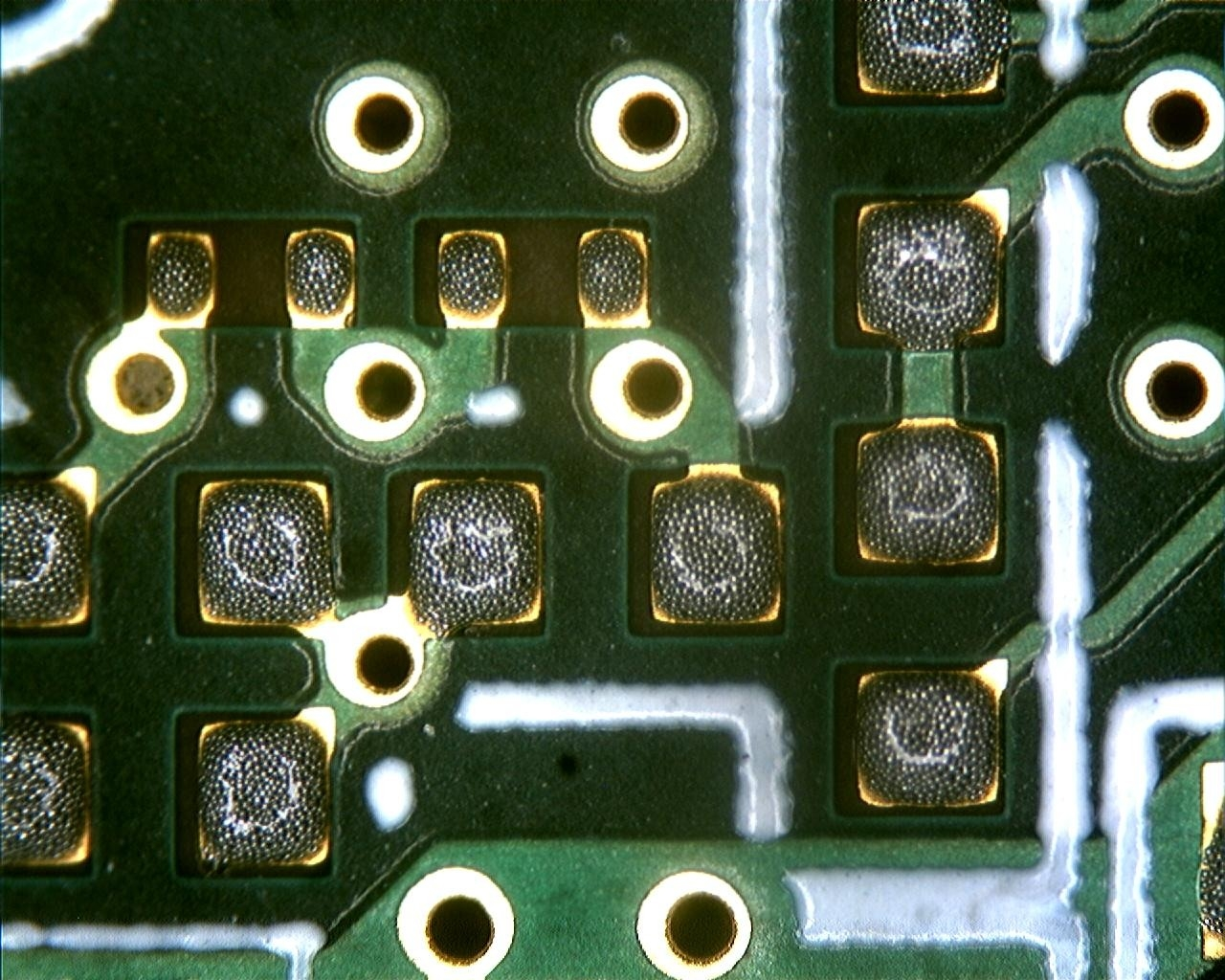
خمیر لحیم کاری چاپ شده روی PCB

خمیر لحیم معمولاً در فرآیند چاپ شابلون توسط یک چاپگر لحیم استفاده می‌شود،  که در آن خمیر روی یک ماسک فولادی ضد زنگ یا پلی استر قرار می‌گیرد تا الگوی مورد نظر روی برد مدار چاپی ایجاد شود. خمیر ممکن است به صورت پنوماتیک ، با انتقال نقطه ایی (جایی که شبکه ای از پین ها در خمیر لحیم کاری آغشته شده و سپس روی تخته قرار می گیرد)، یا با چاپ جت (جایی که خمیر از طریق نازل ها مانند یک چاپگر جوهر افشان به روی پد ها خارج می شود) توزیع شود.
علاوه بر تشکیل خود اتصال لحیم کاری، حامل (فلاکس) خمیر باید چسبندگی کافی برای نگه داشتن اجزاء را در حین عبور مجموعه از فرآیندهای مختلف تولید، شاید در اطراف کارخانه، داشته باشد.
چاپ با یک فرآیند لحیم کاری فرونشینی انجام می شود.
سازنده خمیر یک پروفایل دمایی مناسب برای فرونشینی را پیشنهاد می کند تا با خمیر آنها سازگار باشد. نیاز اصلی، افزایش ملایم دما برای جلوگیری از انبساط ناگهانی (که می تواند باعث "گلوله شدن " لحیم شود)، و در عین فعال کردن فلاکس می باشد. پس از آن، لحیم ذوب می شود. مدت زمان در این منطقه به عنوان Time Above Liquidus شناخته می شود. پس از این زمان به یک دوره خنک شدن سریع و معقولانه نیاز است.
رای یک اتصال لحیم کاری خوب، باید از مقدار مناسب خمیر لحیم استفاده شود. خمیر بیش از حد ممکن است منجر به اتصال کوتاه شود؛ مقدار خیلی کم نیز ممکن است منجر به اتصال الکتریکی یا قدرت فیزیکی ضعیف شود. اگرچه خمیر لحیم معمولاً حاوی حدود 90٪ جرمی فلز در ماده جامد است، حجم محل اتصال لحیم کاری شده تنها حدود نصف خمیر لحیم کاری است.  این به دلیل وجود فلاکس و سایر عوامل غیرفلزی در خمیر و چگالی کمتر ذرات فلزی هنگام معلق شدن در خمیر در مقایسه با آلیاژ نهایی و جامد است.
مانند تمام فلاکس های مورد استفاده در الکترونیک، پسماندهای باقی مانده ممکن است برای مدار مضر باشند و استانداردهایی (به عنوان مثال، J-std، JIS، IPC) برای اندازه گیری ایمنی پسمانئهای باقی مانده وجود دارد.
در اکثر کشورها، خمیرهای لحیم کاری "تمیز" رایج ترین هستند. در ایالات متحده ، خمیرهای محلول در آب (که الزامات تمیز کردن اجباری دارند) رایج هستند.

## ذخیره سازی
خمیر لحیم کاری باید هنگام حمل و نقل در یخچال نگهداری شود و در یک ظرف دربسته در دمای بین 0-10 درجه سانتی گراد نگهداری شود. برای استفاده باید تا دمای اتاق گرم شود. اخیراً خمیرهای لحیم کاری جدیدی معرفی شده اند که در 26.5 درجه سانتی گراد به مدت یک سال و در 40 درجه سانتی گراد به مدت یک ماه پایدار می مانند.
قرار گرفتن ذرات لحیم کاری به صورت پودر خام در معرض هوا باعث اکسید شدن آنها می شود، بنابراین قرار گرفتن در معرض آن باید به حداقل برسد.

## ارزیابی
دلیل اصلی اینکه ارزیابی خمیر لحیم ضروری است، این است که 50 تا 90 درصد از تمام عیوب ناشی از مشکلات چاپ است. از این رو، ارزیابی خمیر حیاتی است.
این روش کاملاً مناسب است، و در عین حال میزان آزمایش مورد نیاز برای تمایز بین خمیرهای لحیم کاری عالی و ضعیف را به حداقل می رساند. اگر خمیرهای لحیم کاری متعدد ارزیابی شوند، می توان از این روش برای حذف خمیرهای ضعیف از کیفیت چاپ ضعیف آنها استفاده کرد. آزمایش‌های بیشتر، مانند عملکرد فرونشینی لحیم کاری، کیفیت اتصال لحیم کاری، و تست قابلیت اطمینان می‌تواند بر روی خمیر لحیم کاری نهایی انجام شود.

## مشکلات
نگرانی های اصلی در مورد خمیر لحیم کاری عبارتند از:
1. اگر برای مدت طولانی بیرون بماند، می تواند روی شابلون خشک شود.
2. ممکن است سمی باشد.
3. گران هستند و ضایعات باید به حداقل برسد.

این سه نگرانی به ایجاد سه سیستم بسته برای چاپ کمک کرد.
1. DEK ProFlow
2. MPM Rheometric Pump Head
3. Fuji Cross Flow